# United and Strong
United and Strong är en EP av det svenska oi!-/streetpunkbandet Guttersnipe, utgiven 1994 på de tyska etiketterna Knock Out Records och Nightmare Records.

## Låtlista
Alla låtar är skrivna av Guttersnipe.
Sida A
1. "United and Strong"
2. "Police Mistake"

Sida B
1. "Loser"
2. "Proud Prisoner"

### Fotnoter
1. 1 2  ”United and Strong”. Discogs.com. http://www.discogs.com/Guttersnipe-United-And-Strong/master/371311. Läst 15 april 2012.